# محمدجواد جلالیان
محمدجواد جلالی (زادهٔ ۱۰ بهمن ۱۳۷۳) یک بازیکن فوتبال اهل ایران است که در پست مدافع برای باشگاه فوتبال مس کرمان در لیگ برتر جام خلیج فارس بازی می‌کند.